# Pitjantjatjara (langue)
Ne doit pas être confondu avec Pitjantjatjara, le peuple aborigène.
Le pitjantjatjara (aussi pitjantjara ou pitjantjatjarra) est un dialecte de la langue du désert occidental (en) ou wati, parlée traditionnellement par les Pitjantjatjara dans le centre de l’Australie. Il est mutuellement intelligible avec les autres dialectes de la langue du désert occidental, et en particulier avec le yankunytjatjara.

## Localisation
Le pitjantjatjara est principalement parlé dans le coin sud-ouest du Territoire du Nord, à Yalata (en) et dans les terres franches (en) pitjantjatjara d'Australie-Méridionale, et en Australie-Occidentale.

## Utilisation
Il est parlé en tant que langue maternelle par 3 130 personnes en 2016 et par environ 500 comme langue seconde en 2006. En 2006, on compte 2 580 monolingues.
L'anglais est généralement aussi parlé et le pitjantjatjara est utilisé comme langue seconde par certains locuteurs du pintiini (en) et du yankunytjatjara.
Il peut s'écrire grâce à l'alphabet latin et le taux d'alphabétisation des locuteurs l'ayant comme langue maternelle est de 50 à 70 % (10 à 15 % comme langue seconde).
Il est enseigné dans les écoles primaires et un dictionnaire a été édité. Il existe aussi des textes et une version du Nouveau Testament.